# Спичинецький парк
Спичинецький парк — парк-пам'ятка садово-паркового мистецтва місцевого значення. Розташований на території школи у с. Спичинці Погребищенського району Вінницької області на березі р. Рось. Оголошений відповідно до рішення 9 сесії Вінницької обласної Ради 22 скликання від 28.03.1997 р.
Територія школи займає частину колишнього панського маєтку Собанських. Будівля школи є пам'яткою архітектури XIX ст. На території школи знаходяться кілька вікових дерев та дерев, рідкісних для Поділля, багато різноманітної лісостепової рослинності Поділля, сад, науково-дослідні шкільні ділянки, спортмайданчик.
Північна околиця парку межує з річкою Рось, вздовж берега якої простягається алейна посадка старих дерев. Річку Рось перегороджує стара гребля, нижче якої знаходиться джерело.

## Галерея

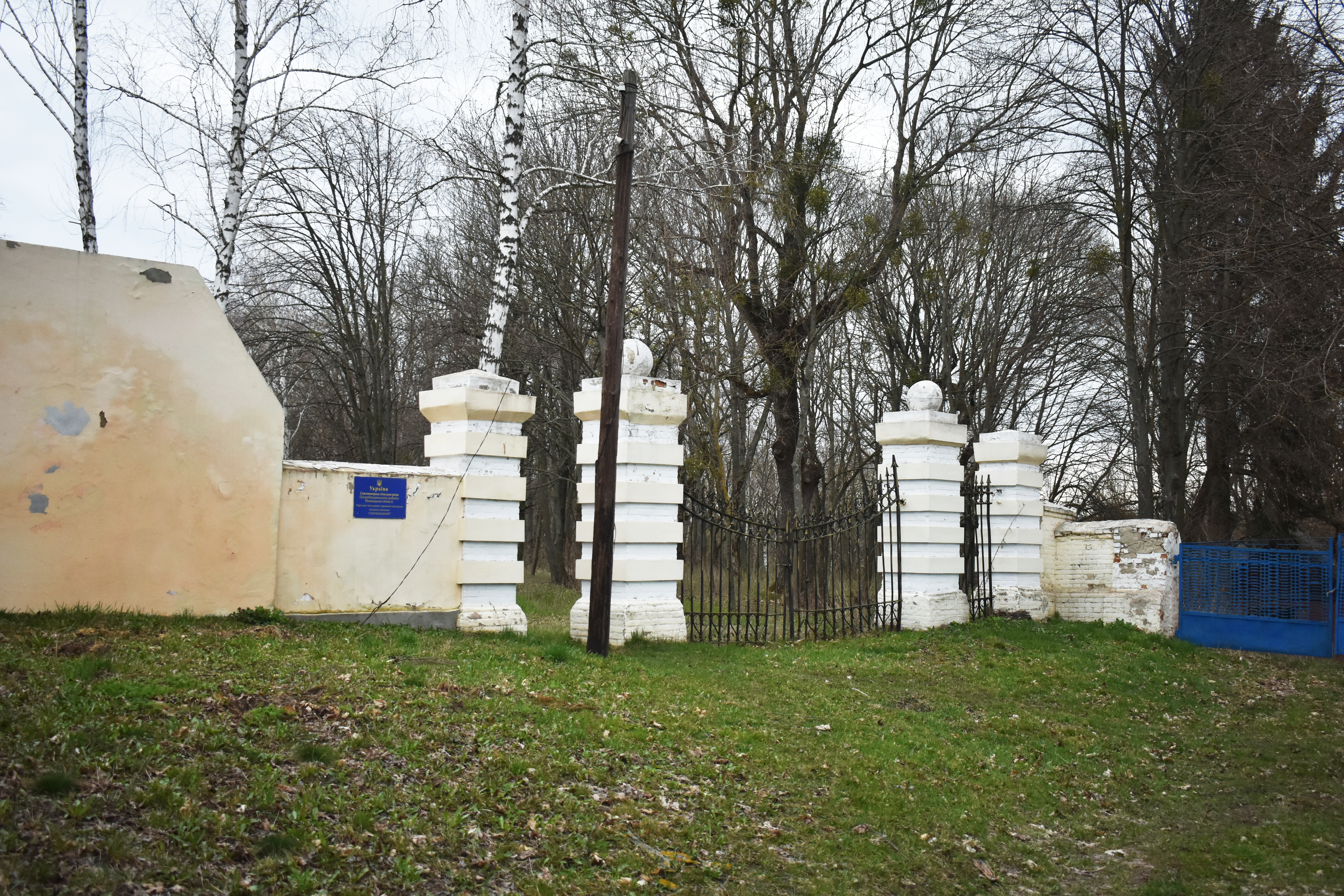
вхідна брама
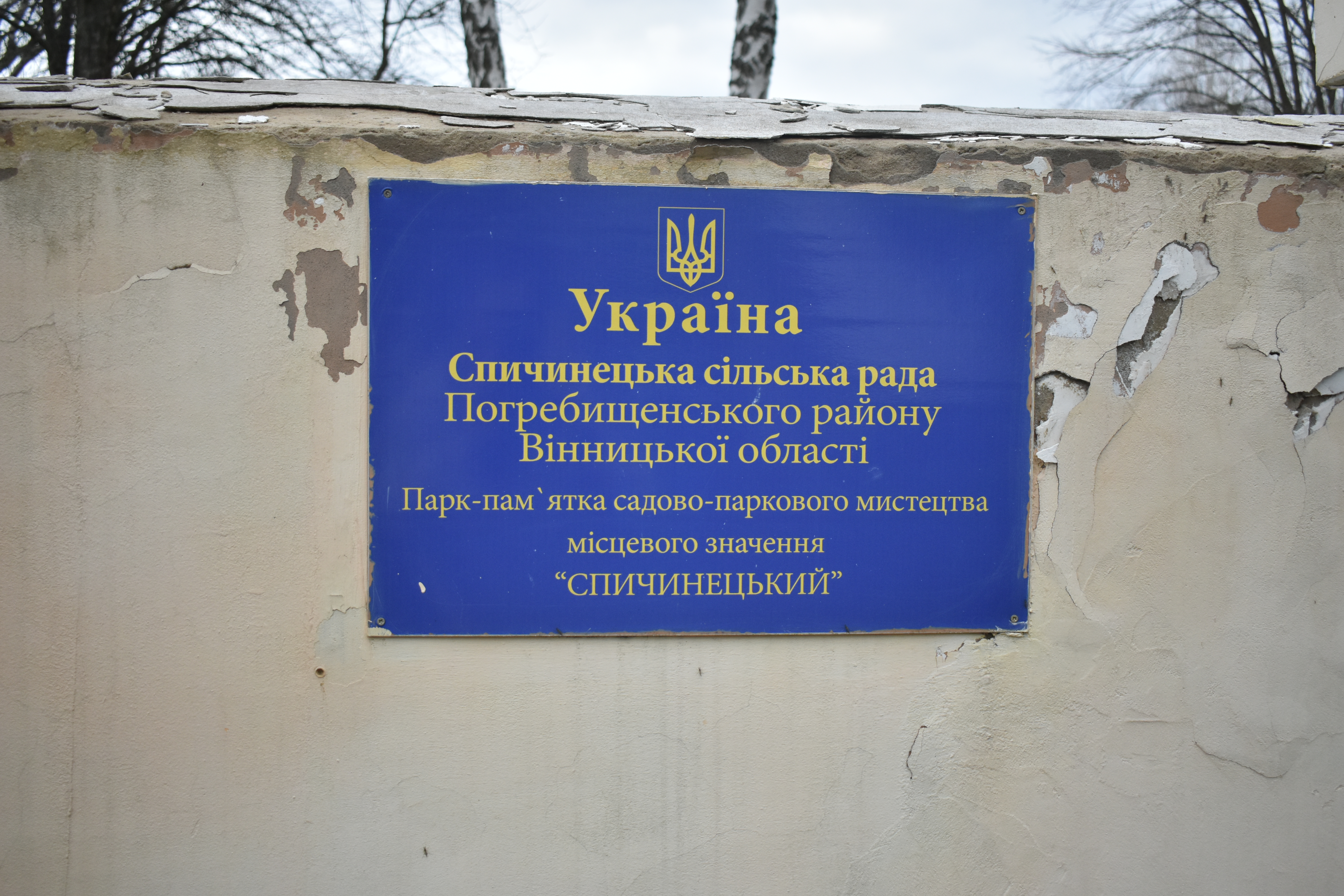
Табличка
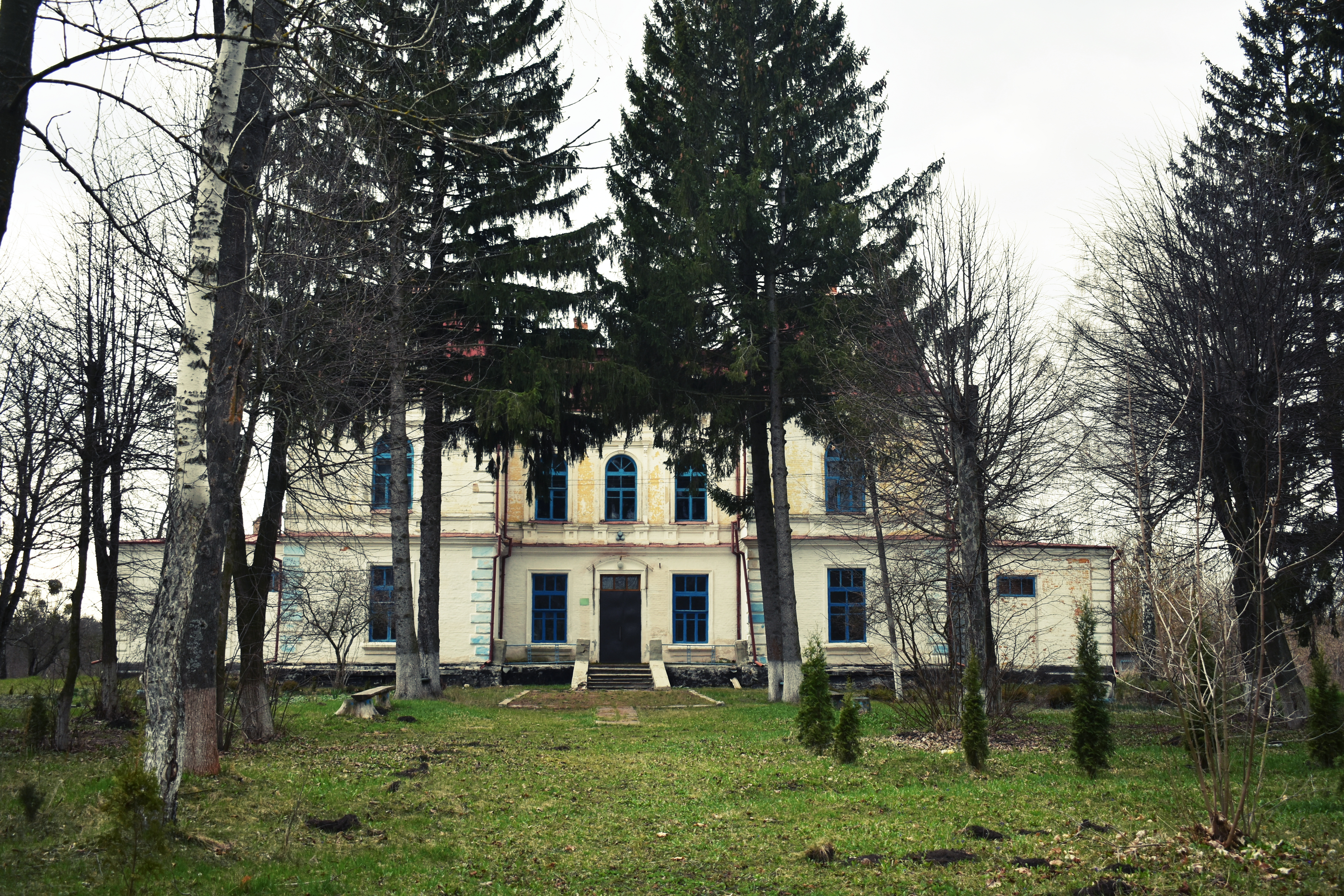
Маєток з фасаду
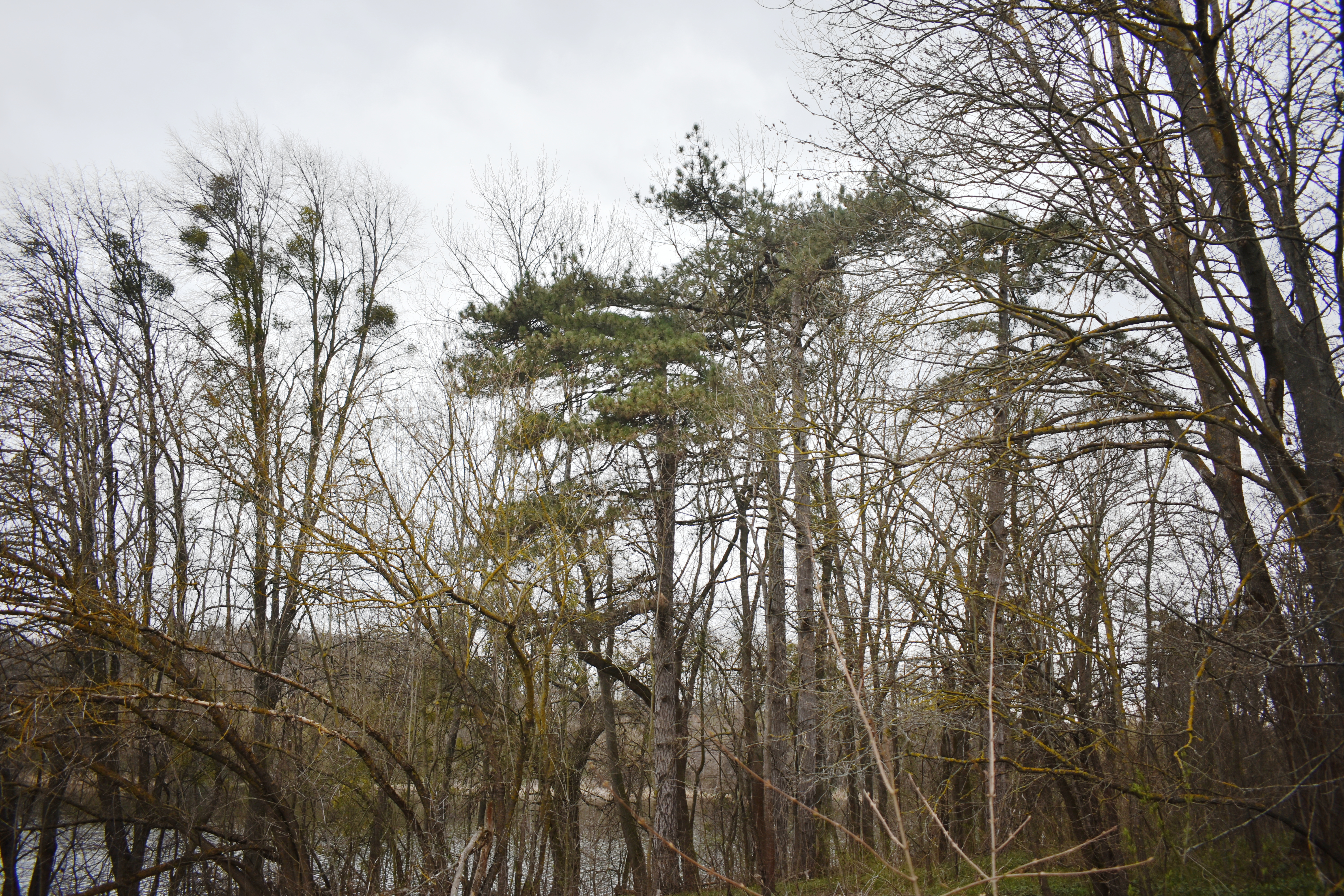
Насадження парку